# Gwoyeu Romatzyh
Il Gwoyeu Romatzyh (國語羅馬字T, 国语罗马字S, Guóyǔ LuómǎzìP) è un sistema di trascrizione del cinese che si serve di modifiche ortografiche per indicare i toni del mandarino standard, rinunciando completamente all'uso di accenti grafici, numeri o segni diacritici, su cui fa affidamento la maggior parte dei sistemi di latinizzazione attualmente in uso. La cosiddetta "ortografia tonale" (tonal spelling) parte da una forma base (basic form), che indica di regola il primo tono, modificandola per indicare gli altri toni mediante raddoppiamenti di vocali, l'aggiunta di consonante mute nonché la modifica di consonanti o dittonghi, secondo un sistema di regole piuttosto articolato. Ad esempio il morfema di subisce le seguenti modifiche:
- 1º tono: di (滴 = goccia)
- 2º tono: dyi (敵 = nemico)
- 3º tono: dii (底 = fondo)
- 4º tono: dih (地 = terra)

Non tutti i morfemi però seguono lo stesso schema. A causa della complessità delle regole e del gran numero di eccezioni, il Gwoyeu Romatzyh, pur avendo conosciuto in passato una certa diffusione negli USA, nella Repubblica di Cina e a Taiwan, dove è stato per vari decenni il sistema di trascrizione ufficiale, non è tuttavia riuscito ad affermarsi ed è stato infine soppiantato da altri sistemi di romanizzazione, come il Pīnyīn (拼音), attuale sistema ufficiale della Repubblica popolare cinese. È stato tuttavia usato in un gran numero di pubblicazioni per lo studio del cinese, alcune delle quali tuttora in commercio. Attualmente è utilizzato soltanto da una stretta cerchia di studiosi.

## Storia
Sulla scia del Movimento studentesco del 4 maggio 1919, che segnò l'inizio di un profondo rinnovamento culturale della Cina, ispirato al modello occidentale, prese il via un acceso dibattito fra gli intellettuali su quale sistema adottare per trascrivere il cinese in caratteri latini. La questione non era di poco conto, in quanto si trattava tra l'altro di stabilire una grafia unitaria a livello internazionale per i nomi propri cinesi. A queste diatribe fra i sostenitori dell'uno o dell'altro sistema si sovrapposero contrapposizioni politiche, finendo per avvelenare il dibattito con argomentazioni irrazionali, che talvolta ebbero la meglio sulle motivazioni di carattere linguistico.
Il Gwoyeu Romatzyh (romanizzazione della lingua nazionale) fu ufficialmente ideato negli anni dal 1925 al 1926 da una commissione composta da undici persone, di cui faceva parte anche l'insigne linguista Yuen Ren Chao (趙元任; PY: Zhào Yuánrèn; GR: Jaw Yuanrenn). In realtà il sistema fu quasi del tutto opera di quest'ultimo, mentre l'idea di indicare i toni con modifiche ortografiche è da attribuire allo scrittore Lín Yǔtáng (林語堂; GR: Lin Yeutarng). Il Gwoyeu Romatzyh fu presentato al Ministero della pubblica istruzione, che lo adottò nel 1928 come sistema ufficiale di latinizzazione, da affiancare al sistema di trascrizione già in uso, il Zhùyīn Fúhào (注音符號; GR: Juhin Fwuhaw), il quale, non utilizzando caratteri latini, bensì simboli derivati dai caratteri cinesi, era poco adatto all'uso internazionale. Venne anche presa in considerazione l'eventualità di utilizzare il Gwoyeu Romatzyh come sistema di scrittura ufficiale in sostituzione dei caratteri cinesi con l'obiettivo di combattere l'analfabetismo. Dal 1934 al 1936 furono condotti esperimenti in tal senso, insegnando ad alcuni operai e contadini a scrivere in Gwoyeu Romatzyh in circa 100 ore di lezione. Tuttavia l'atteggiamento inerte e reazionario del Kuomintang rese vani questi sforzi: nel 1936 fu impartito l'ordine ufficiale di sospendere ogni attività di riforma della scrittura.
Già a partire dai primi anni trenta il Gwoyeu Romatzyh era stato oggetto di violenti attacchi da parte di studiosi e intellettuali di sinistra, che lo bollarono come "scrittura reazionaria". Lo scrittore Lǔ Xùn (魯迅; GR: Luu Shiunn) lo definì "un gingillo per eruditi". In alternativa fu propagato un sistema di origine sovietica, denominato Latinxua Sin Wenz (拉丁化新文字; PY: Lādīnghuà Xīn Wénzì; ital.: nuova scrittura latinizzata), la cui caratteristica saliente era quella di rinunciare, salvo in pochi casi, all'indicazione grafica dei toni. Tale sistema "comunista"  fu ben presto vietato dal Kuomintang. Per analoghe ragioni di facciata è oggi impensabile che il Gwoyeu Romatzyh torni ad essere adottato come sistema ufficiale in Cina, tantopiù che il Pīnyīn è ormai riconosciuto come sistema standard dall'International Organization for Standardization (ISO).
Nella Repubblica di Cina (Taiwan) il Gwoyeu Romatzyh è rimasto invece in uso fino al 1986, come testimoniano numerose scritte ed insegne che è facile incontrare girando per le strade di Taipei.

## Sintesi del sistema

### Iniziali
Le iniziali in Gwoyeu Romatzyh (GR) sono le seguenti:
b, p, m, f, d, t, n, l, tz, ts, s, j, ch, sh, r, g, k, h
Esse equivalgono sostanzialmente alle iniziali del Pīnyīn (PY) con le seguenti differenze:
- L'iniziale j (GR) indica due suoni distinti, che in PY sono differenziati dai simboli j e zh. Questa semplificazione non genera confusione, in quanto il suono j (PY) può essere seguito soltanto dalle vocali ü o i, mentre il suono zh (PY) non è mai seguito da ü o da i con valore vocalico. Lo stesso dicasi per l'iniziale ch (GR), che equivale a q/ch (PY), e per sh (GR), che equivale a x/sh (PY).
- tz (GR) = z (PY)
- ts (GR) = c (PY)

Esempi:
| Cinese | GR    | PY    |
| ------ | ----- | ----- |
| 中     | jong  | zhōng |
| 京     | jing  | jīng  |
| 稱     | cheng | chēng |
| 輕     | ching | qīng  |
| 傷     | shang | shāng |
| 新     | shin  | xīn   |
| 增     | tzeng | zēng  |
| 猜     | tsai  | cāi   |

### Finali
Di seguito si elencano soltanto le finali in GR che differiscono dal PY.
| GR (forma base) | PY              | Esempio   |
| --------------- | --------------- | --------- |
| au              | ao              | 高 gau    |
| l               | r               | 歌兒 gel  |
| y               | i (retroflessa) | 吃 chy    |
| iau             | iao             | 挑 tiau   |
| iou             | iu              | 丟 diou   |
| uei             | ui              | 歸 guei   |
| uen             | un              | 春 chuen  |
| iu              | ü               | 區 chiu   |
| iue             | üe              | 缺 chiue  |
| iuan            | üan             | 圈 chiuan |
| iun             | ün              | 軍 jiun   |

Si noti che le forme iou, uei, uen rendono più fedelmente del PY la pronuncia effettiva.
Nella sezione successiva vedremo nel dettaglio le forme modificate secondo le regole dell'ortografia tonale.

### Toni
Per indicare i toni si modifica la grafia della vocale o del dittongo secondo le seguenti regole:
1º tono: si usa la forma base: ta, shuo, tian, gau.
Eccezione: nei morfemi che iniziano con l, r, m oppure n si inserisce una h muta dopo la consonante: la -> lha; ma -> mha; nie -> nhie; reng -> rheng. Si tratta comunque di pochissimi casi, in quanto i morfemi che iniziano con l, r, m ed n non hanno quasi mai il primo tono.
2º tono:
- la i iniziale o media diventa y; la u iniziale o media diventa w: iang -> yang; pin -> pyn; ing -> yng; uan -> wan; tiau -> tyau; huei -> hwei;
- la i finale diventa yi; la u finale diventa wu: i -> yi; chi -> chyi; chian -> chyan; u -> wu; hu -> hwu; huang -> hwang.
- nei morfemi che iniziano con la l, r, m ed n si usa la forma base per indicare il secondo tono (è questo infatti il tono più frequente nei morfemi con queste iniziali): 來 lai; 忙 mang; 奴 nu; 人 ren;
- in tutti gli altri casi si inserisce una r muta dopo la vocale o il dittongo: cha -> char; bau -> baur; pang -> parng.

3º tono:
- si raddoppia la vocale: jy-> jyy; da -> daa; ching -> chiing;
- i morfemi che finiscono in ei ed in ie raddoppiano la e: gei -> geei; jie -> jiee;
- i morfemi che finiscono in ou e in uo raddoppiano la o: shou -> shoou; huo -> huoo;
- in tutti gli altri casi si trasforma la u in o oppure la i in e (nei dittonghi che contengono entrambe le vocali, si trasforma solo la prima): dau -> dao; chian -> chean; mai -> mae; guen -> goen; niu -> neu; shiue -> sheue; niou -> neou; guai -> goai; guei -> goei.

4º tono:
- si aggiunge una h muta alla fine del morfema: la -> lah; guo -> guoh; chiu -> chiuh;
- la n e la l finali si raddoppiano: an -> ann; el -> ell;
- ng finale si trasforma in nq: hong -> honq; shiang -> shianq
- la i finale nei dittonghi si trasforma in y: bei -> bey; kuai -> kuay;
- la u finale nei dittonghi si trasforma in w: hao -> haw; jiou -> jiow;

Tono neutro: si indica facendo precedere il morfema da un punto (opzionale). Si noti che il morfema preceduto da un punto mantiene comunque la grafia del tono originario: 石頭 shyr.tour; 聰明 tsong.ming. Questo è molto utile per risalire al carattere cinese corrispondente. Nei complementi direzionali composti è sufficiente far precedere il primo morfema da un punto: 掉下來 diaw.shiahlai; 掏出來 taur.chulai.
Regola supplementare:
- I morfemi che nella forma base iniziano in i o in u formano un caso particolare: al terzo e al quarto tono la i è sostituita o preceduta da y, mentre la u è sostituita o preceduta da w secondo il seguente schema:

| 1º tono | 2º tono | 3º tono | 4º tono |
| ------- | ------- | ------- | ------- |
| i       | yi      | yii     | yih     |
| ia      | ya      | yea     | yah     |
| ie      | ye      | yee     | yeh     |
| in      | yn      | yiin    | yinn    |
| ing     | yng     | yiing   | yinq    |
| iang    | yang    | yeang   | yanq    |
| u       | wu      | wuu     | wuh     |
| uo      | wo      | woo     | woh     |
| uan     | wan     | woan    | wann    |
| iu      | yu      | yeu     | yuh     |
| iuan    | yuan    | yeuan   | yuann   |
| iong    | yong    | yeong   | yonq    |

Schema completo delle finali nei quattro toni
| 1º tono | 2º tono | 3º tono | 4º tono | Pīnyīn |
| ------- | ------- | ------- | ------- | ------ |
| a       | ar      | aa      | ah      | a      |
| ai      | air     | ae      | ay      | ai     |
| an      | arn     | aan     | ann     | an     |
| ang     | arng    | aang    | anq     | ang    |
| au      | aur     | ao      | aw      | ao     |
| e       | er      | ee      | eh      | e      |
| ei      | eir     | eei     | ey      | ei     |
| en      | ern     | een     | enn     | en     |
| eng     | erng    | eeng    | enq     | eng    |
| i       | yi      | ii      | ih      | i      |
| ia      | ya      | ea      | iah     | ia     |
| iai     | yai     | -       | -       | iai    |
| ian     | yan     | ean     | iann    | ian    |
| iang    | yang    | eang    | ianq    | iang   |
| iau     | yau     | eau     | iaw     | iao    |
| ie      | ye      | iee     | ieh     | ie     |
| in      | yn      | iin     | inn     | in     |
| ing     | yng     | iing    | inq     | ing    |
| io      | -       | -       | -       | io     |
| iong    | yong    | eong    | ionq    | iong   |
| iou     | you     | eou     | iow     | iu     |
| iu      | yu      | eu      | iuh     | ü      |
| iuan    | yuan    | euan    | iuann   | üan    |
| iue     | yue     | eue     | iueh    | üe     |
| iun     | yun     | eun     | iunn    | ün     |
| o       | or      | oo      | oh      | o      |
| ong     | orng    | oong    | onq     | ong    |
| ou      | our     | oou     | ow      | ou     |
| u       | wu      | uu      | uh      | u      |
| ua      | wa      | oa      | uah     | ua     |
| uai     | wai     | oai     | uay     | uai    |
| uan     | wan     | oan     | uann    | uan    |
| uang    | wang    | oang    | uanq    | uang   |
| uei     | wei     | oei     | uey     | ui     |
| uen     | wen     | oen     | uenn    | un     |
| uo      | wo      | uoo     | uoh     | uo     |
| y       | yr      | yy      | yh      | i      |

### Rotacizzazione
In GR la rotacizzazione (cinese: 兒化; GR: erlhuah) viene rappresentata con l'aggiunta del suffisso -l oppure -el. È da notare che, a differenza di quanto avviene in PY, si indicano anche le modifiche vocaliche e consonantiche dovute alla rotacizzazione (la i finale si trasforma in e o in ie, la y e la n finali cadono; rimane invece la ng finale). Ciò significa che talvolta un morfema rotacizzato in GR può corrispondere a due forme rotacizzate in PY, ad esempio jiel corrisponde in PY sia a 雞兒 jīr che a 今兒 jīnr.
Esempi:
歌兒 gel (ge + l)
輪兒 luel (luen + l)
黃兒 hwangl (hwang + l)
飯館兒 fanngoal (fanngoan + l)
電影兒 diannyeengl (diannyiing + l)
玩意兒 wanyell (wanyih + l)

### Particolarità ed eccezioni
- I morfemi 一,  七 e 不 si scrivono sempre nella forma base i, chi, bu, indipendentemente dalle modifiche tonali che subiscono all'interno della frase.
- Il verbo 是 si scrive sempre sh. Esempio: 不是我, 是他 bu sh woo, sh ta.
- Il classificatore 個 si scrive sempre g. Esempio: 一個人 ig ren.
- La particella 著 si scrive j, per esempio: 笑著 shiawj; ma: 睡著 shueyjaur.
- La lettera x si può usare come abbreviazione per indicare la ripetizione dell'ultimo morfema: 謝謝 shieh.x; la lettera v indica invece la ripetizione della penultima sillaba: 考慮考慮 kaoliuh vx.
- Il nome proprio "Roma" si scrive come in italiano: Roma anziché Luomaa; Gwoyeu Romatzyh e non Luomaatzyh. In generale il GR tende a non sinizzare i nomi propri stranieri, ma a mantenerli nella grafia originale.

## Vantaggi
Se il Gwoyeu Romatzyh presenta l'indubbio svantaggio di essere piuttosto difficile da apprendere, ai suoi ideatori va riconosciuto il merito di aver ovviato in maniera brillante ad un problema che nessun altro sistema di trascrizione ha mai consentito di risolvere, ossia quello della trascrizione fedele dei nomi propri cinesi. Nell'uso occidentale essi vengono comunemente trascritti in Pīnyīn, omettendo tuttavia, per comodità tipografica, gli accenti distintivi dei toni. Il risultato è una trascrizione molto approssimativa che tralascia un'informazione essenziale e non consente quindi, nemmeno a chi ha una perfetta padronanza del cinese, di pronunciare correttamente il nome in questione, né tantomeno di risalire alla grafia originale cinese. Al contrario in passato molti cinesi scelsero di trascrivere il proprio nome in Gwoyeu Romatzyh. Ad esempio il redattore capo della Commercial Press Ltd. di Shanghai negli anni '20 si firmava Wang Yun-wuu (cinese: 王云五; PY: Wáng Yúnwǔ).
Quella di tralasciare per comodità gli accenti del Pīnyīn è una cattiva abitudine - diffusissima fra gli studenti occidentali di cinese - che ostacola l'apprendimento di una corretta pronuncia. In Gwoyeu Romatzyh non è possibile omettere l'indicazione dei toni, in quanto essa è ancorata in maniera intrinseca alla grafia della parola. Ciò rappresenta un indubbio vantaggio anche dal punto di vista didattico, in quanto consente di assimilare i toni sfruttando la memoria visiva. Su questo principio si basa il Mandarin Primer di Yuen Ren Chao, che per decenni è stato il manuale standard per lo studio del cinese nelle università americane.
Infine un altro evidente vantaggio del Gwoyeu Romatzyh è che, a differenza del Pīnyīn, si può scrivere comodamente su qualsiasi tastiera senza dover immettere caratteri speciali, in quanto si serve soltanto delle 26 lettere base dell'alfabeto senza accenti né dieresi.

## Un breve testo in Gwoyeu Romatzyh
| Pyngdeeng | 平等 | L'uguaglianza |
| --- | --- | --- |
| Pyngdeeng yeou san joong jonqyaw de yihsy, sh renx ingdang jydaw de: Dihi, bu wenn nan neu lao shaw, bu fen shyh nong gong shang, renger sh torngdeeng de tzuenguey, jeh sh renger pyngdeeng. Dihell, bu wenn tiantzy de jyh-yu, bu fen jinqyuh de haohuay, dou yeou fajaan de jihuey, jeh sh jihuey pyngdeeng. Dihsan, bu wenn tzongjiaw joongtzwu, bu fen pyn fuh guey jiann, dou show faaliuh de torngyanq baohuh, jeh sh faaliuh pyngdeeng. | 平等有三種重要的意思，是人人應當知道的：第一，不問男女老少，不分士農工商，人格是同等的尊貴，這是人格平等。第二，不問天資的智愚，不分境遇的好壞，都有發展的機會，這是機會平等。第三，不問宗教種族，不分貧富貴賤，都受法律的同樣保護，這是法律平等。 | Il concetto di uguaglianza ha tre significati importanti di cui tutti dovrebbero essere consapevoli. Il primo è che ciascun individuo ha uguale dignità a prescindere dal sesso, dall'età e dal ceto a cui appartiene. Questo è il concetto di uguaglianza fra gli individui. Il secondo è che tutti devono poter godere delle stesse opportunità di crescita, indipendentemente dalle differenti inclinazioni e dai diversi contesti in cui vivono. Questo è il concetto di pari opportunità. Il terzo è che tutti devono poter godere della stessa tutela al cospetto della legge, a prescindere dalle differenze di razza, religione, risorse economiche ed estrazione sociale. Questo è il concetto di uguaglianza giuridica. |

(Brano tratto da: W. Simon, 1200 Chinese Basic Characters, 1957)